# Apallates subtomentosus
Apallates subtomentosus är en tvåvingeart som först beskrevs av Günther Enderlein 1911.  Apallates subtomentosus ingår i släktet Apallates och familjen fritflugor. Inga underarter finns listade i Catalogue of Life.